# Яков II (король Шотландии)
Яков II (гэльск. Seumas II, англ. James II, 16 октября 1430 — 3 августа 1460) — король Шотландии (1437—1460) из династии Стюартов, сын Якова I.

## Молодые годы
Яков II был сыном короля Шотландии Якова I и Джоан Бофорт. 21 февраля 1437 года Яков I был убит заговорщиками, и шестилетний принц стал королём Шотландии. Парламент страны возложил опеку над малолетним королём на его мать, королеву Джоан, а регентом Шотландии назначил Арчибальда Дугласа, 5-го графа Дугласа.
Немедленно после смерти Якова I в стране началась анархия: враждующие группировки шотландских баронов развернули междоусобные войны, стремясь овладеть землями, конфискованными умершим королём, или установить контроль над королевской администрацией. Резко усилились позиции крупных магнатов, прежде всего дома Дугласов и лорда Островов. Однако особенностью периода стало неожиданное возвышение двух мелкопоместных дворянских семей — Ливингстонов и Крайтонов, стремящихся к власти в стране: малолетнего короля захватывала то одна, то другая враждующая сторона.
Беспорядки усилились после смерти графа Дугласа в 1439 году: пост регента Шотландии остался вакантным, в стране отсутствовали силы, способные прекратить междоусобицы Ливингстонов и Крайтонов. К 1444 году Ливингстоны, объединившись с новым графом Дугласом, установили контроль над королевской администрацией, устранив всех конкурентов.
В 1448 году возобновились военные действия с Англией. В ответ на английское вторжение в Лотиан шотландские войска в 1449 году захватили и разрушили крепость Алник. 31 декабря 1448 года был возобновлён военный союз с Францией, шотландская гвардия на службе у французского короля Карла VII активно участвовала в изгнании англичан из Нормандии. В 1449 году был заключен торговый договор с Бургундией, в соответствии с которым шотландские купцы получили право свободной торговли в Нидерландах, принадлежащих в то время бургундскому дому. Шотландско-бургундское сближение было закреплено 3 июля 1449 года браком молодого короля Якова II и Марии Гелдернской, племянницы Филиппа, герцога Бургундии.
Женитьба Якова II означала его вступление в политику. Первым мероприятием короля стало свержение Ливингстонов: в начале 1450 года все члены этой семьи были сняты со своих постов в администрации, их владения конфискованы, а Роберт Ливингстон, казначей Шотландии, казнён.

## Разгром «Чёрных Дугласов»
Когда молодой король в 1450 году взял власть в свои руки, в государственной администрации царил хаос, а казна была практически пуста после десятилетия анархии в стране. По условиям брачного договора король должен был обеспечить королеве Марии Гелдернской годовой доход на огромную сумму в 5 тыс. фунтов стерлингов. Поступлений с королевского домена было явно не достаточно. С бедностью короля разительно контрастировало богатство крупнейшего шотландского магната — Уильяма Дугласа, 8-го графа Дугласа, двор которого по пышности затмевал королевский. В 1451 году, воспользовавшись паломничеством Дугласа в Рим, королевские войска захватили владения графа. Однако возвращение Уильяма Дугласа заставило Якова II отступить — король ещё не имел достаточных сил для борьбы с Дугласами.
В начале 1452 года Яков пригласил графа Дугласа на переговоры в Стерлинг, выдав предварительно письменные гарантии безопасности. Во время ужина 22 февраля 1452 года, взбешённый отказом Дугласа разорвать союз с Макдональдами, король ударом ножа убил графа.
Убийство, совершённое в нарушение гарантий безопасности, вызвало возмущение в стране. В Стерлинг с большим отрядом сторонников прибыл брат Уильяма Дугласа Джеймс, новый граф Дуглас. Обвинив короля в вероломстве, он заявил о разрыве вассальных отношений с королём и сжёг Стерлинг. Одновременно начались восстания против королевской власти союзников «Чёрных Дугласов» — Джона Макдональда, лорда Островов и графов Кроуфорда и Морея. Однако восстание развивалось в рамках традиционного для феодализма отказа в повиновению сюзерену: Дуглас не воспользовался возможностью свержения монарха. Яков II тем временем заручился поддержкой парламента Шотландии и организовал военную экспедицию во владения Дугласов. В результате, к концу 1452 года король и граф Дуглас договорились о примирении.
В 1455 году, воспользовавшись тем, что английский покровитель Дугласа герцог Йоркский был отстранен от власти Ланкастерами и в Англии началась война Алой и Белой Розы, король Яков II возобновил наступление на дом «Чёрных Дугласов». Королевские войска вторглись во владения графа Дугласа, вынудив его бежать в Англию. В битве при Аркингольме армия, набранная сторонниками Дугласа, была разбита, граф Морей убит. Под давлением короля парламент Шотландии в августе 1455 года утвердил обвинение в измене Дугласа и его сторонников и принял решение о конфискации их владений.
Разгром «Чёрных Дугласов» стал триумфом королевской власти в Шотландии и династии Стюартов. Во многом эта победа стала возможной благодаря личным качествам самого короля Якова II: выдающегося стратега и полководца, активно использующего самые современные военные средства (например, тяжёлую артиллерию), а также тонкого политика, сумевшего уступками и взятками нейтрализовать сторонников Дугласов (в том числе лорда Островов). В Якове II соединились черты личности Роберта Брюса и Людовика XI.

## Внутренняя политика
Разгром крупной аристократии позволил королю выстроить новую опору режима: массовая раздача титулов и земель Яковом II способствовала созданию «новой знати» из представителей среднепоместного дворянства, получившего графские титулы, и более тесно связанного с королевской властью (Гордоны, Кэмпбеллы, Синклеры). Яков II также мог рассчитывать на поддержку парламента, созыв которого становится регулярным в конце правления короля. Через парламент были проведены важные мероприятия, способствующие укреплению государственной власти в Шотландии: ликвидация наследственных должностей, упорядочение судебной системы, введение принципа необходимости парламентской санкции на отчуждение значительной части земель королевского домена, включая важнейшие шотландские замки (Эдинбург, Стерлинг, Дамбартон).
Финансовое состояние королевской казны значительно улучшилось после конфискации владений «Чёрных Дугласов»: общая сумма доходов короля от домениальных и конфискованных земель и таможенных платежей достигала почти 10 тыс. фунтов стерлингов в год. Годы анархии и гражданских войн, приведшие к разорению многих областей страны, однако, не позволили вернуться к практике взимания налогов: страна по-прежнему жила без всеобщего налогообложения. В период правления Якова II расширилась практика предоставления земель на условиях «фью-фарминга», без феодальных обязательств, а лишь под условием уплаты денежного взноса королю, что свидетельствовало о разложении вассально-ленной системы.
В 1451 году Яков II основал в Глазго второй шотландский университет с целью развития юридического образования в стране.

## Внешняя политика
Внешняя политика Якова II в целом оставалась в рамках традиционной враждебности по отношению к Англии. Король пытался, правда безуспешно, создать единый антианглийский союз Шотландии, Франции, Дании и Кастилии. Уже в 1456 году, воспользовавшись началом войны Алой и Белой розы в Англии, Яков II предпринял поход в Нортумберленд. После поражения Ланкастеров в Нортгемптонской битве в июле 1460 года король, по материнской линии восходящий к Ланкастерам, вновь вторгся с крупной армией на английскую территорию и осадил Роксборо. Однако случайный осколок взорвавшейся пушки смертельно ранил короля, который скончался на месте. Роксборо пал неделю спустя — одна из последних шотландских крепостей, остававшаяся в руках англичан более века, наконец, была возвращена в состав королевства.

## Брак и дети
Жена: с 1449 года — Мария Гелдернская, дочь Арнольда, герцога Гелдерна. Их дети:
- Сын (родился и умер 19 мая 1450 года)
- Яков III (1451—1488), король Шотландии (с 1460 года)
- Мария (1453—1488), замужем с 1467 года за Томасом Бойдом, 1-м графом Аррана; с 1474 года — за Джеймсом Гамильтоном
- Александр (1454—1485), герцог Олбани
- Маргарита (1455—неизвестно), замужем за Уильямом, 3-м лордом Крайтоном
- Дэвид (1455—1457), граф Морейский
- Джон (1459—1479)